# Адольф Густав Артурович
Густав Артурович Адо́льф  (нар. 1901 — пом. 19 жовтня 1940, Київ) — український мистецтвознавець.

## Біографія
Народився в 1901 році. У 1925 році закінчив Київський інститут народної освіти. З 1926 року працював у Всеукраїнському історичному музеї імені Тараса Шевченка
 в Києві. Вивчав і досліджував українське та західноєвропейське образотворче мистецтво.
Помер 19 жовтня 1940 року. Похований в Києві на Лук'янівському цвинтарі (ділянка № 14).

## Роботи
Автор статей з питань українського образотворчого мистецтва «Сучасні українські скульптори» («Авангард», 1930, № 2), про творчість Антуана Бурделя, Марка Епштейна, Макса Гельмана (усі — 1930), Миколи Пимоненка (1938), Володимира Заузе (1939).